# Остеохондрома
Остеохондро́ма (лат. osteochondroma, множ. osteochondromata, костнохрящевой экзостоз) — доброкачественная опухоль кости, образующаяся из хрящевых клеток. Она представляет собой бесцветную массу, которая чаще всего образуется в возрасте от 10 до 25 лет на эпифизе длинной трубчатой кости, может также встречаться и в плоских костях.
Остеохондрома — самая частая доброкачественная опухоль кости (составляет 35-40 % по отношению ко всем доброкачественным опухолям и 10-12 % по отношению ко всем опухолям костей). Наблюдаются как одиночные, солитарные остеохондромы так и множественные. Множественные остеохондромы обычно являются наследственным семейным заболеванием. Так как часть этих опухолей при отсутствии их лечения может переродиться в злокачественные, то обычно они удаляются хирургическим путём.

## Лечение
В большинстве случаев осуществляется наблюдение за патологическим очагом. Если появляется болевой синдром или развиваются выраженные деформации скелета, производится иссечение экзостоза у его основания с полным удалением хрящевой шапочки.